# Kosti (Bułgaria)

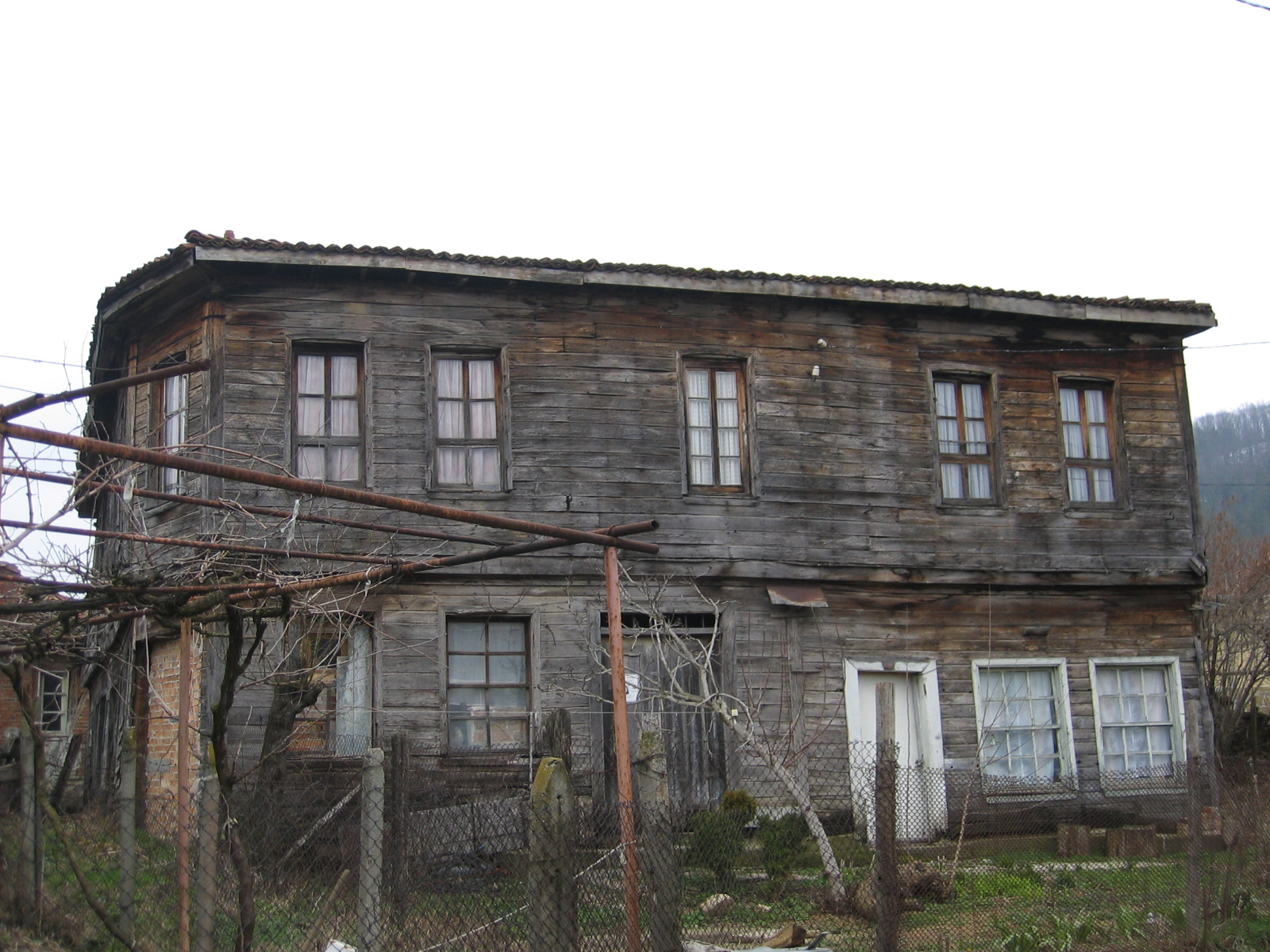

Kosti (bułg. Кости) – wieś w południowo-wschodniej Bułgarii, w obwodzie Burgas, w gminie Carewo. Według danych Narodowego Instytutu Statystycznego, 31 grudnia 2011 roku wieś liczyła 240 mieszkańców.

## Architektura
W Kosti nadal znajduje się kilka starych drewnianych domów. Budynki charakteryzują się dużym rozmiarem. Często dwupiętrowe wraz ze stodołą. Pokryte grubymi deskami dębowymi. Zwykle oświetlenie domów jest słabe.